# Kungariket Iberien (medeltiden)

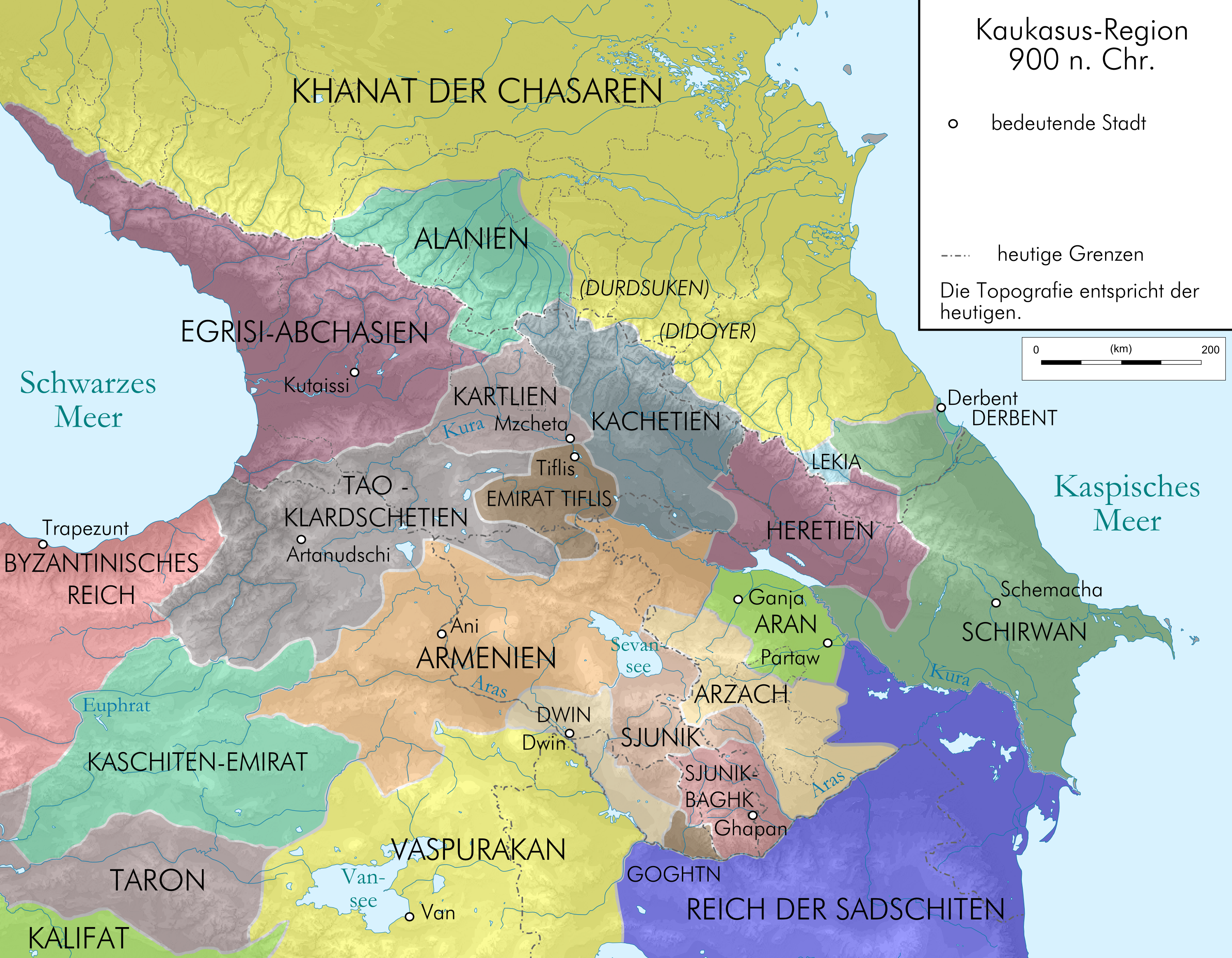
Caucasus 900 map alt de

Kungariket Iberien var en historisk monarki som låg i nuvarande Georgien mellan 888 och 1008.
Det skapades ur furstendömet Iberien 888.
Det uppgick 1008 i kungariket Georgien.